# Pithecellobium macrandrium
Pithecellobium macrandrium är en ärtväxtart som beskrevs av John Donnell Smith. Pithecellobium macrandrium ingår i släktet Pithecellobium och familjen ärtväxter. Inga underarter finns listade i Catalogue of Life.